# Manoir de la Placelière
Le manoir de la Placelière est un manoir situé à Château-Thébaud dans la Loire-Atlantique (France). Rebâti après 1740 par l'armateur négrier nantais Guillaume Grou, puis une nouvelle fois en 1808 après sa destruction au cours de la guerre de Vendée, le site devient un hôpital, d'abord centre de rééducation pour soldats handicapés, puis maison de retraite dépendant du centre hospitalier universitaire de Nantes jusqu'en 2009. Depuis, il a été racheté par la Fraternité sacerdotale Saint-Pie-X, qui y a installé une école privée de garçons.

## Historique

### Ancien manoir
Le nom du manoir de la Placelière vient de Thomas Rapion de la Placelière, capitaine de la Compagnie des Indes, propriétaire du manoir de Kersabiec (en Riantec, désormais en Locmiquélic) et grand-père de la vicomtesse Céleste de Chateaubriand.
Le domaine est acquis par Luc O'Shiell, armateur négrier et personnalité en vue de la communauté jacobite des irlandais de Nantes. Il y maria notamment ses trois filles Agnès, Mary et Anne dans la chapelle du château avec de riches armateurs nantais, en 1733 (pour Agnès) et 1741 (pour Mary et Anne). Ce type de mariage à la Placelière se déroula jusqu'à la veille de Révolution.

### « Folie » de Guillaume Grou
À la mort de Luc O'Shiell en 1745, ses trois filles et son fils Luc Nicolas héritent du domaine. Le mari d'Anne, le richissime armateur négrier Guillaume Grou, s'en porte alors acquéreur en 1747. Le couple est également propriétaire d'un hôtel particulier, l'hôtel Grou, sur l'île Feydeau à Nantes.
Guillaume Grou fait construire l'actuel bâtiment en 1747, à côté d'un ancien manoir qui disparaît aussitôt après l'achèvement du nouvel édifice. La bénédiction de la chapelle Sainte-Anne de La Placelière, par l'abbé Bourgeois, prieur de Saint-Crespin, a lieu le 26 juillet 1748, les gradins et les reliques de l'ancienne chapelle ayant été transférés à l'église Saint-Martin-et-Saint-Vincent de Château-Thébaud, dès 1746.
Pendant la seconde moitié du XVIIIe siècle, le manoir de la Placelière est le lieu de réception par excellence pour toutes les familles nantaises, notamment celles d'origine irlandaise durablement établies : O'Shiell, Stapleton, Walsh, Clarke, O'Riordan, Murphy, Browne, White, Hay de Slade. Si l'on en croit la chronique, un spectacle donné par les gondoles illuminées de mille flambeaux naviguant sur la pièce d'eau, avec le concours de nombreux serviteurs noirs ramenés des Antilles, fut mémorable.
Guillaume Grou décède en 1774. Anne O'Shiell, sa veuve, continue de tenir une place importante dans la société nantaise. C'est à ce titre qu'elle accueille à la Placelière, le 8 décembre 1776, un hôte de marque en la personne de Benjamin Franklin, tout juste désigné comme commissaire auprès de la cour de France par le Congrès des États-Unis. Il venait alors de débarquer à Auray et, avant de poursuivre son périple vers Versailles, tenait à s'arrêter quelques jours à Nantes pour y prendre l'opinion de ses amis armateurs et négociants sur l'aide que les insurgés peuvent espérer de la France.

### Destruction lors de la guerre de Vendée
Incendié durant la guerre de Vendée, pendant la Révolution, le manoir sera reconstruit en 1808 sur le même emplacement.

### Reconstruction sous l'Empire
En 1808, la manoir est reconstruit par la baron Charles de Richard de Castelnau, époux de Marie Agnès Anne Joséphine de Gohin de Montreuil (fille du comte Pierre-André Gohin de Montreuil, petite-fille de Jean II Stapleton et d'Agnès O'Shiell). Le domaine passe à sa mort, en 1846, à Léon Ménard.
Pierre Tristan Briaudeau, originaire des Mauges, négociant-armateur et consul d'Autriche à Nantes, et son épouse Victorine Harmange acquièrent le domaine vers le milieu du XIXe siècle. Ils seront les grands-parents du peintre Paul Briaudeau. À leur décès, la Placelière est héritée par leurs descendants.
La famille Fernandez de Ruidiaz en devient par la suite propriétaire.

### Établissement de santé
Le manoir est acquis en 1919, avec ses vingt hectares de terres (dont un vignoble), par la ville de Nantes pour y installer une maison de retraite avant que celle-ci ne soit transformée en 1951, pour devenir l'un des quatre hôpitaux périphériques pour l'accueil des personnes âgées du CHU de Nantes. À cet effet, des bâtiments modernes sont construits en 1964 pour accueillir les résidents, tandis que l'orangerie est restaurée en 1977.

### École primaire et secondaire traditionaliste
Fermé en 2009, car il ne correspondait plus aux besoins en matière de santé, l'ancien manoir et son parc de 11 ha ont été vendus en 2012 à l'association catholique nantaise « Louis Martin », proche de la Fraternité sacerdotale Saint-Pie-X, pour 1,4 million d'euros, afin d'y accueillir dès la rentrée 2013 l'école Saint-Martin, établissement d'enseignement primaire et secondaire traditionaliste pour garçons, qui à terme doit accueillir entre 150 et 200 élèves.
L'association « Louis Martin » décide de reconstruire une chapelle afin d'y accueillir les 130 élèves et paroissiens traditionalistes des communes alentour. Cet édifice a été édifié au milieu des communs du château à l'est de celui-ci et remplace l'oratoire installé dans le réfectoire, qui faisait office de chapelle après la disparition du lieu de culte du manoir. Le nouveau bâtiment dont la façade de la nef est en pierres apparentes, tandis que celles des bas-côtés sont enduites, mesure 39 mètres de longueur, 16 mètres de large et 11 mètres de haut, est dépourvu de clocher.

## Patrimoine
Devant la chapelle et l'orangerie, se dresse un chêne noueux, plusieurs fois centenaire.